# Овсієнко Василь Васильович
Васи́ль Васи́льович Овсіє́нко (8 квітня 1949, село Ставки Радомишльського району Житомирської області, Українська РСР, СРСР — 19 липня 2023, м. Київ) — український громадський діяч, розповсюджувач самвидаву, член Української Гельсінської Групи, політв'язень радянських концтаборів, філософ, публіцист, історик дисидентського руху, співробітник Харківської правозахисної групи.
Після закінчення 1966 року школи працював у колгоспі, в 1967 р. — літературним працівником районної газети в сел. Народичі Житомирської області. У 1967—1972 рр. навчався на філологічному факультеті Київського державного університету імені Тараса Шевченка.

## Правозахисна діяльність
Навесні 1968 р. виготовив декілька фотовідбитків трактату Івана Дзюби «Інтернаціоналізм чи русифікація?», інтенсивно розповсюджував самвидав у середовищі студентів. 1972 допомагав Василеві Лісовому та Євгенові Пронюку видати VI («київський») випуск журналу «Український вісник», і «Відкритий лист членам ЦК КПРС і ЦК КП України» Лісового.
З серпня 1972 р. працював учителем української мови та літератури в с. Ташань Переяслав-Хмельницького р-ну Київської обл., де написав статтю «Добош і опришки, або Кінець шістдесятників», робив записи літературного характеру, які пізніше були використані слідством для шантажу психіатричною експертизою.
Заарештований 5 березня 1973 р. за звинуваченням у проведенні антирадянської агітації і пропаганди (ст. 62 ч. I КК УРСР) у формі розповсюдження літератури самвидаву. 6 грудня 1973 р., разом із Пронюком і Лісовим, засуджений Київським обласним судом до 4 років позбавлення волі в таборах суворого режиму.
У мордовських таборах ЖХ-385/19 (сел. Лісне Теньгушевського р-ну Мордовської АРСР) і 17-А (сел. Озерне Зубово-Полянського р-ну) брав участь в акціях протесту. 20 серпня 1976 р. під час «профілактики» в Київському КДБ відмовився від визнання вини.
Звільнившись 5 березня 1977 р., жив під адміністративним наглядом у рідному селі і працював у колгоспі художником-оформлювачем. Підтримував широкі листовні зв'язки з політв'язнями та їхніми родинами. Його інформація про події в мордовських таборах була опублікована в «Хронике текущих событий» і використана УГГ.
У вересні 1977 р. попереджений про кримінальну відповідальність на підставі Указу Президії Верховної Ради СРСР від 25 грудня 1972 р. Подав 7 січня 1978 р. заяву до ВВіРу з клопотанням про виїзд із СРСР, не брав участі у виборах. Написав для УГГ матеріали про становище засланців і піднаглядних та перший варіант спогадів «Світло людей».
18 листопада 1978 р. був затриманий міліцією у зв'язку з приїздом до нього члена УГГ Оксани Мешко та Ольги Бабич-Орлової. Пояснення давати відмовився, за що міліціонер вульгарно вилаяв його і виштовхнув із сільської ради. Подав на міліціонерів і кадебіста в суд, унаслідок чого проти нього самого 1 грудня 1978 р. було порушено кримінальну справу за звинуваченням у вчиненні насильницького опору — ніби відірвав міліціонерові два ґудзики.
7—8 лютого 1979 р. засуджений Радомишльським районним народним судом до 3 років позбавлення волі за ст. 188-1 ч. II. Заарештований у залі суду. Його текст «Замість останнього слова» став відомим на Заході. Карався в зонах № 55 (м. Вільнянськ Запорізької обл.) і № 71 (м. Коростень Житомирської обл.). Під час ув'язнення відмовився свідчити у справах Левка Лук'яненка, Миколи Матусевича, Гелія Снєгірьова, Василя Стуса, Дмитра Мазура, на захист останнього подав заяву в КДБ.
9 червня 1981 р. майор КДБ Чайковський оголосив Овсієнкові про порушення проти нього справи за ч. II ст. 62 і запропонував написати «покаянну» статтю в газету з осудом діяльності УГГ, членом якої він був оголошений з дня зустрічі з Оксаною Мешко. Слідчий обіцяв звільнення ще до кінця кримінального терміну, або — 10 років таборів особливого режиму, 5 років заслання. Засуджений Житомирським обласним судом 23—26 серпня 1981 р.
Карався в таборі особливого режиму ВС-389/36 в сел. Кучино Чусовського р-ну Пермської області, з 8 грудня 1987 р. — у зоні № 35 на ст. Всехсвятська. Брав участь в акціях протесту. Без клопотання помилуваний указом Президії Верховної Ради СРСР від 12 серпня 1988 р. Менше як за добу, літаком, спецконвоєм допроваджений у Житомир і звільнений 21 серпня. Працював у рідному селі художником-оформлювачем, бо до роботи вчителем не допустили.

## Громадсько-політична діяльність

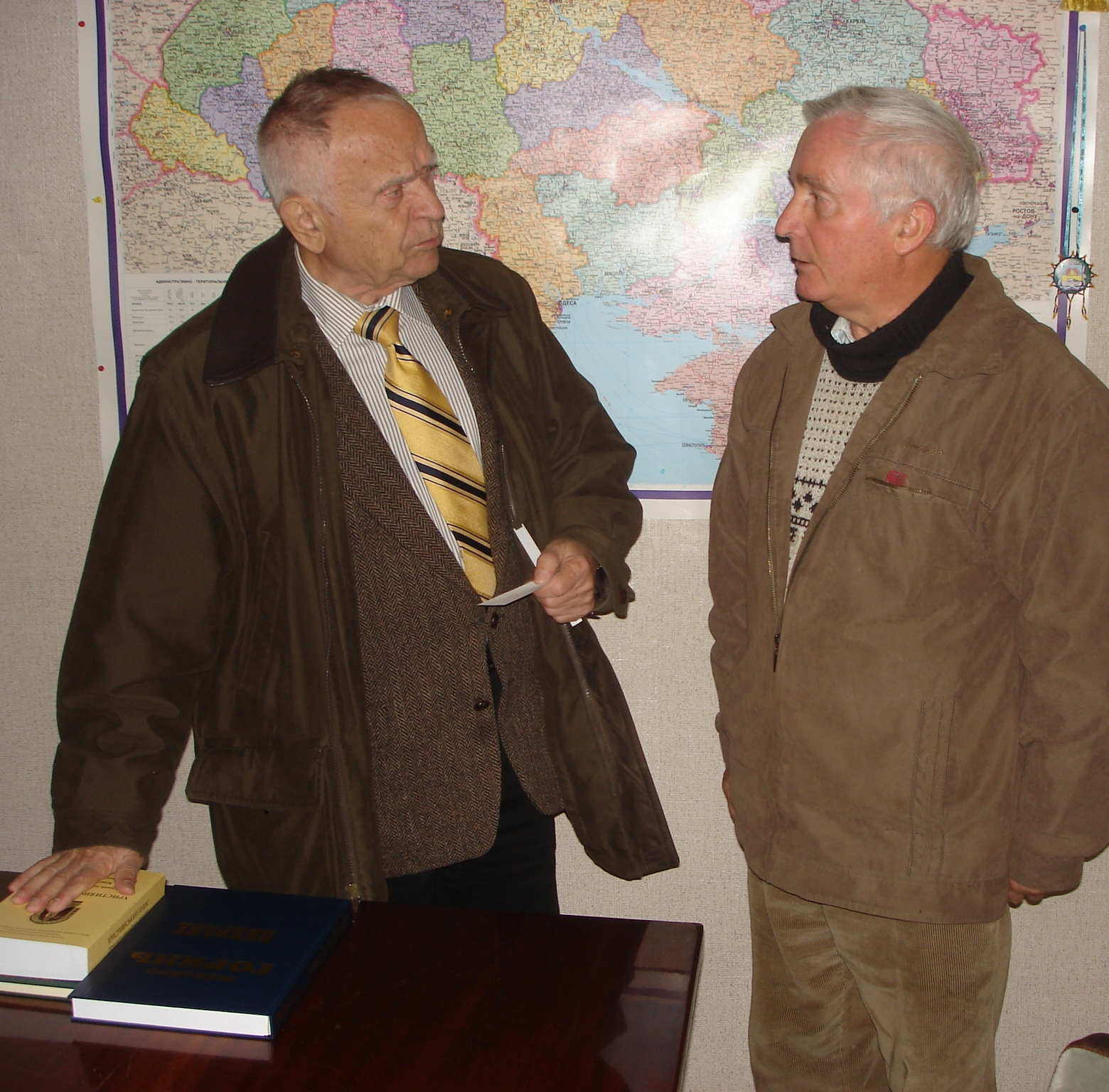
Овсієнко В. В. (праворуч) і Павличко Д. В. в Українській всесвітній координаційній раді

У вересні 1988 р. увійшов до Всеукраїнської координаційної ради Української Гельсінської Спілки. 16 липня 1989 р. обраний головою Житомирської філії УГС. У листопаді 1989 р. — учасник експедиції з перепоховання Василя Стуса, Олекси Тихого та Юрія Литвина. 30 квітня 1990 р. призначений секретарем УРП з видавничих справ. З 1 травня 1997 по 29 квітня 2001 — заступник голови Республіканської християнської партії.
З червня 1998 р. — координатор програми Харківської правозахисної групи, збирає документи, спогади, фото, записує інтерв’ю із колишніми дисидентами та після розшифрування (цифрова техніка на той момент відсутня) поповнює електронний архів ХПГ біографічними довідками та інтерв'ю колишніх політв'язнів, працює над створенням Словника українських дисидентів на 312 імен.
Співголова Українського комітету «Гельсінкі-90». З 1999 р. організовує експедиції на Соловецькі острови та в урочище Сандармох — на місце загибелі тисяч бранців т. зв. «Соловецького етапу»: Леся Курбаса, Миколи Зерова та інших.
Член правління громадської організації «Міжнародне об'єднання „Соловецьке братство“».
Помер 19 липня 2023 року в Києві. 21 липня 2023 року відбулося прощання у церкві Різдва Пресвятої Богородиці в селищі Совки. Похований, згідно заповіту, в рідному селі Ставки. 

## Вшанування пам'яті
У місті Київ вулицю Білгородську перейменували на вулицю Василя Овсієнка.

## Нагороди
- Орден князя Ярослава Мудрого V ст. (7 квітня 2009) — за визначні заслуги перед Українською державою у відстоюванні прав і свобод людини, активну правозахисну, гуманістичну і громадську діяльність та з нагоди 60-річчя від дня народження[7]
- Орден «За заслуги» III ст. (26 листопада 2005) — за вагомий особистий внесок у національне та державне відродження України, самовідданість у боротьбі за утвердження ідеалів свободи і незалежності, активну громадську діяльність[8]
- Орден «За мужність» I ст. (8 листопада 2006) — за громадянську мужність, самовідданість у боротьбі за утвердження ідеалів свободи і демократії та з нагоди 30-ї річниці створення Української Громадської Групи сприяння виконанню Гельсінкських угод[9]
- 12 січня 2000 — Премія імені Василя Стуса за публіцистику.
- 17 березня 2006 — премія ім. Івана Огієнка в номінації «Громадська діяльність».
- 13 березня 2006 — Міжнародна літературна премія Фундації родини Воскобійників у жанрі мемуаристики.

### Книжки
- Оксана Мешко, козацька матір. До 90-ліття з дня народження. Спогади. Упорядкував В. Овсієнко. — К.: УРП, 1995.
- Світло людей. Спогади-нариси про Василя Стуса, Юрія Литвина, Оксану Мешко / вст. сл. Євгена Сверстюка — К., 1996 : Бібліотека журналу УРП «Республіка». Серія: політичні портрети, № 4 — 108 с.[10].
- Українська Громадська Група сприяння виконанню Гельсінкських угод: Документи і матеріали. В 4 томах. (Передмова) / Харківська правозахисна група; Упорядники Є. Ю. Захаров та В. В. Овсієнко; Худож.-оформлювач Б. Ф. Бублик. — Харків: Фоліо, 2001.
- Добром нагріте серце. До 90-річчя І. Б. Бровка (Упорядкування) / Харківська правозахисна група; Ред. В. О. Овсієнко, Худож.-оформлювач Борис Захаров. — Харків: Фоліо, 2005.
- Оксана Мешко. Не відступлюся! До 100-річчя з дня народження / Харківська правозахисна група; Упорядкували В. В. Овсієнко та О. Ф. Сергієнко. Художник-оформлювач Б. Захаров. — Харків: Фоліо, 2005.
- Світло людей: Мемуари та публіцистика. У 2 кн. / Упорядкував автор; худож.-оформлювач Б. Є. Захаров. — Харків: Харківська правозахисна група; К.: Смолоскип, 2005.
- Василь Стус у віддзеркаленнях. Спогади Василя Овсієнка про Василя Стуса. — Полтава, 2007.

### Статті та есе

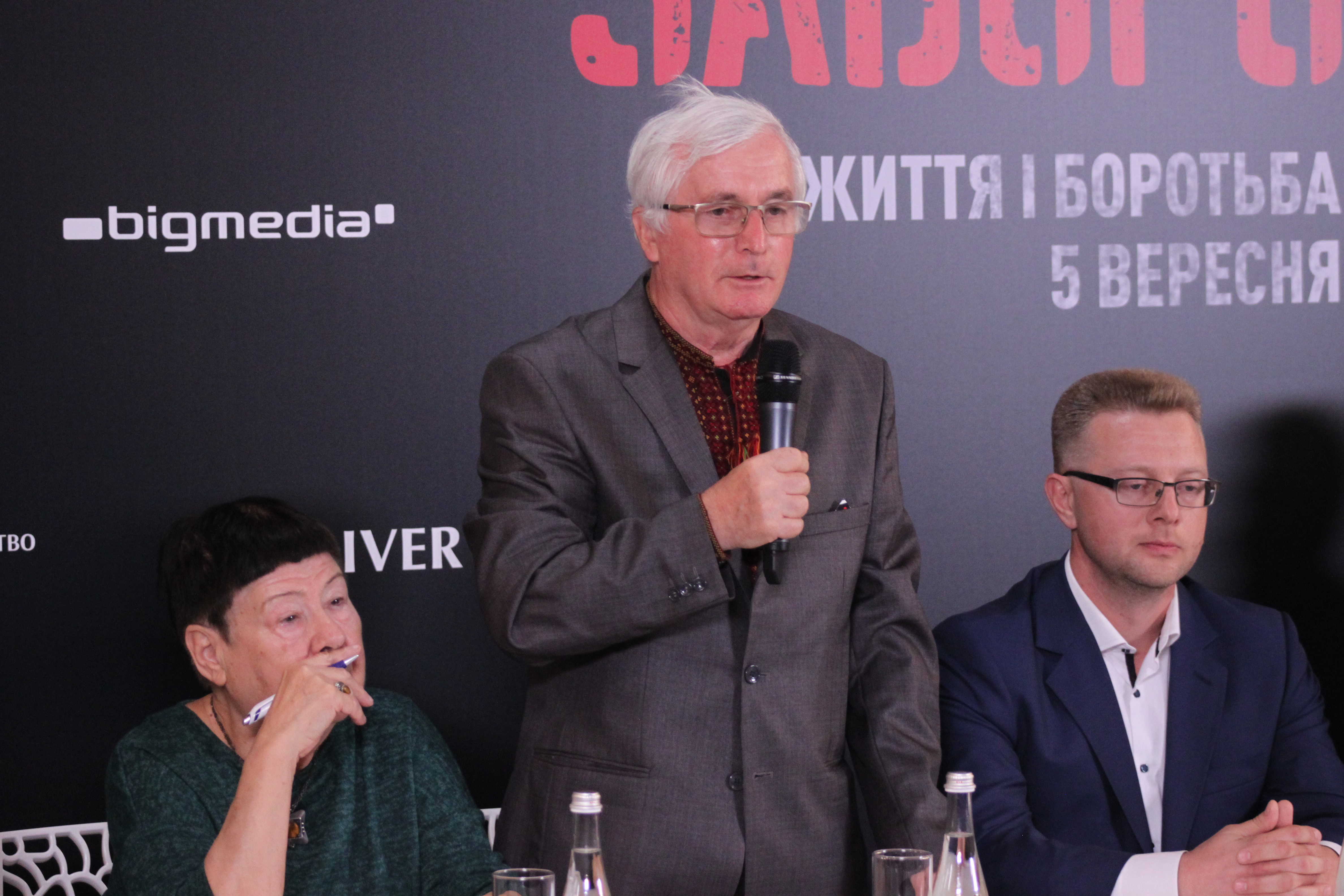
Пресконференція фільму «Заборонений».

- Інкриміновано: антирадянська, наклепницька… // Донбас. — 1991. — № 1.
- Базар-1921. Базар-1990 // Вільне слово (Житомир). — 1991. — № 44. — 23 листопада.
- Любов. Добро. Свобода // Україна. — 1991. — № 24.
- Покіс // Самостійна Україна. — 1992. — № 2(23).
- Про Стуса // Літопис Голгофи України. Т. 1. — Львів: Меморіал, 1993.
- Таємно похований під № 9 // Не відлюбив свою тривогу ранню… Василь Стус — поет і людина. — К.: Український письменник, 1993.
- «Де все людською мукою взялось…» // Українська культура, 1996, № 2.
- Рух українських правозахисників призвів до краху російської радянської імперії та проголошення української демократичної держави // Самостійна Україна, 1996 р, № 21—22.
- Репресії проти Української Гельсінкської Групи в 1977 році // Український альманах. Варшава: Об'єднання українців у Польщі, 1997.
- Ми просто йшли… Десятиліття Українського Культурологічного клубу // Народна газета, 1997, № 50(331).
- Исторические, правовые и этические основы Украинской общественной группы содействия выполнению Хельсинкских соглашений (9 ноября 1976 года — 7 июля 1988 года // Права человека в России: прошлое и настоящее. Сборник докладов и материалов научно-практической конференции. Пермь. 21—23 июня 1999 г. — Пермь, 1999. (рос.)
- «Нас порівняли мури, як статут» // Газ. «Час» (НРУ), 1999. — 26 березня.
- Меморіяльний музей у Кучино — совість Росії. Інформбюлетень ХПГ «Права людини», № 14(167), 1999. — 1—15 липня.
- Ці моторошні слова: Соловки, Сандармох… Інформбюлетень ХПГ «Права людини», № 17(172), 1999. — 15—31 серпня.
- Мистецтво переписувати історію, або Дещо про діяльність 5-го відділу КГБ // Ґаз. «Независимость», № 286 (15105) — 287(15106), 1999. — 29 вересня.
- Юнаки з огненної печі. (Передмова) // Харківська правозахисна група; Упорядник В. В. Овсієнко. — Харків: Фоліо, 2001.
- Три повстання Січків: У двох томах. (Передмова). Спогади, інтерв'ю, листи, документи. / Харківська правозахисна група; Редактор-упорядник В. В. Овсієнко. — Харків: Фоліо, 2003.
- Ігор Кручик. Дисидент. Український тиждень. № 36 (149), вересень 2010. — С. 46—48.